# Сибирский медицинский журнал
«Сибирский медицинский журнал» (основан в 1994 году, Иркутск) — центральный научно-практический медицинский журнал, издаваемый Иркутским государственный медицинским университетом, зарегистрирован в Министерстве РФ по делам печати, телерадиовещанию и средств массовых коммуникаций, рег. СМИ № 77-15668 от 22 июля 2003 г., имеет Международный стандартный номер периодического издания ISSN 1815-7572.

## Общие сведения об издании
«Сибирский медицинский журнал» издается Иркутским государственным медицинским университетом с 1994 года. Соучредителями научно-практического журнала при его создании были Алтайский и Красноярской медицинские институты, Иркутский территориальный фонд обязательного медицинского страхования и др. В настоящее время соучредителями журнала являются Красноярский государственный медицинский университет им. проф. В. Ф. Войно-Ясенецкого, Бурятский государственный университет и Монгольский государственный медицинский университет. С 2004 года журнал выходит с регулярностью восемь номеров в год. Кроме того, издаются дополнительные (специальные) номера журнала. Редакционную коллегию и совет журнала возглавляет почетный ректор ИГМУ, профессор А. А. Майборода. В течение 12 лет заместителем главного редактора была профессор Т. П. Сизых. С 2006 года, после переезда Т. П. Сизых в Красноярск на работу в журнал «Сибирское медицинское обозрение», заместителями главного редактора стали профессор А. В. Щербатых, д.м.н. А. Н. Калягин, доцент Ю. В. Зобнин. В состав редакционной коллегии журнала в настоящее время входят профессора А. Д. Ботвинкин, Ю. Н. Быков, Г. М. Гайдаров, Л. П. Игнатьева, В. Г. Лалетин, И. В. Малов, С. Б. Пинский, Л. А. Решетник, М. Ф. Савченков, Л. А. Усов, в состав редакционного совета — проф. И. П. Артюхов (Красноярск), проф. А. В. Говорин (Чита), член-корр. РАМН Е. Г. Григорьев (Иркутск), проф. С. М. Николаев (Улан-Удэ), к.м.н. С. В. Шойко (Иркутск), проф. В. В. Шпрах (Иркутск).
В прежние годы в состав редакционной коллегии журнала входили известные профессора М. Д. Благодатский, Ю. А. Горяев, Е. Г. Кирдей, В. И. Кулинский, Б. Н. Цыбель, Е. В. Шевченко.
«Сибирский медицинский журнал» является правопреемником созданного 1923 году «Иркутского медицинского журнала», являющегося органом «Научно-медицинского общества врачей» при Иркутском государственном университете. Ответственными редакторами этого издания в разные годы были профессора А. А. Мелких, Н. Н. Топорков, В. С. Левит, Н. Д. Бушмакин; Н. С. Спасский, Н. П. Шавров, М. П. Михайлов, Я. В. Плавинский, А. М. Попов, Ф. Л. Юдалевич, В. П. Занченко, В. П. Иванов, П. А. Ломовицкий, В. А. Донсков, Н. И. Агапов, В. С. Дерябин, А. Т. Бондаренко, А. А. Корчагин, Н. Н. Клодницкий, Н. А. Синакевич, доктора А. Н. Бек, В. Н. Моросанов, техническими секретарями — О. И. Бронштейн, А. М. Скородумов, З. Г. Франк-Каменецкий. В 1930 году «Иркутский медицинский журнал», «Омский медицинский журнал» и «Сибирский архив теоретической и клинической медицины» с целью сокращения расходов на подписку у медицинских работников было решено объединить в «Сибирский клинико-профилактический журнал».

## Рубрики издания
В настоящее время «Сибирский медицинский журнал» включает следующие разделы и рубрики:
- «Передовая»
- «Научные обзоры»,
- «Оригинальные исследования»,
- «Лекарственные растения»,
- «Образ жизни, экология»,
- «Здоровье, вопросы организации здравоохранения»,
- «Случаи из практики»,
- «Страницы истории науки и здравоохранения»,
- «Лекции»,
- «Педагогика»,
- «Основы духовной культуры»,
- «Аспекты медицинского права и этики»,
- «Юбилейные даты».

Публикуются реферативные сообщения о защищенных диссертациях, аннотации и рецензии монографических изданий, информационные сообщения о состоявшихся научных форумах.

## Статус издания
«Сибирский медицинский журнал» с 2002 г. включен Высшей аттестационной комиссией Министерства образования и науки РФ в «Перечень ведущих рецензируемых научных журналов и изданий, выпускаемых в Российской Федерации, в которых должны быть опубликованы основные научные результаты диссертаций на соискание учёной степени доктора наук». Информация о журнале содержится в международной базе данных ULRICH’S Periodical Directory, существующей с 1932 года. Рефераты статей журнала редколлегией ВИНИТИ РАН публикуются: в «Реферативном журнале» (Серия «Медицина»); на сайте «Научная электронная библиотека».
Осуществляется рассылка обязательных экземпляров журнала во все ведущие библиотеки России. Индекс журнала в каталоге «Почта России» 73686.
Включён в список научных журналов ВАК.

## Контактные данные
Адрес редакции: 664003, г. Иркутск, ул. Красного восстания, 1, Иркутский государственный медицинский университет, редакция «Сибирского медицинского журнала».
Адрес для корреспонденции: 664046, г. Иркутск, а/я 62, Калягину Алексею Николаевичу
E-mail: sibmedjur@mail.ru
Тел. (3952) 708661, 703722